# Monte Ragola, Lago Moò, Lago Bino
Monte Ragola, Lago Moò, Lago Bino este o arie protejată (arie specială de conservare — SAC, sit de importanță comunitară — SCI) din Italia întinsă pe o suprafață de 1.398 ha, integral pe uscat.

## Localizare
Centrul sitului Monte Ragola, Lago Moò, Lago Bino este situat la coordonatele 44°36′25″N 9°33′05″E / 44.606944°N 9.551389°E.

## Înființare
Situl Monte Ragola, Lago Moò, Lago Bino a fost declarat sit de importanță comunitară în iunie 1995 pentru a proteja 2 specii de plante și 17 specii de animale. Situl a fost protejat și ca arie specială de conservare în martie 2019.

## Biodiversitate
Situată în ecoregiunea continentală, aria protejată conține 20 de habitate naturale: Păduri aluvionare cu Alnus glutinosa și Fraxinus excelsior (Alno-Padion, Alnion incanae, Salicion albae), Formațiuni ierboase bogate în specii de Nardus, dezvoltate pe substraturi silicioase în zone montane (și în zone submontane, în Europa continentală), Fânețe de joasă altitudine (Alopecurus pratensis, Sanguisorba officinalis), Grohotișuri termofile și vest-mediteraneene, Roci stâncoase cu vegetație pionieră de Sedo-Scleranthion sau Sedo albi-Veronicion dillenii, Formațiuni de Juniperus communis pe lande sau pajiști calcaroase, Păduri de fag din Apenini cu Taxus și Ilex, Mlaștini turboase de tranziție și turbării mișcătoare, Pajiști alpine și boreale, Lacuri eutrofice naturale cu vegetație de tip Magnopotamion sau Hydrocharition, Pajiști calaminariene cu Violetalia calaminariae, Mlaștini alcaline, Pajiști uscate europene, Păduri montane și subalpine de Pinus uncinata (* dezvoltate pe substrat gipsos sau calcaros), Pajiști uscate seminaturale și facies de acoperire cu tufișuri pe substraturi calcaroase (Festuco-Brometalia) (* situri importante pentru orhidee), Izvoare petrifiante cu formare de travertin (Cratoneurion), Păduri de fag Luzulo-Fagetum, Liziere de ierburi înalte hidrofile de câmpie și de nivel montan până la alpin, Pajiști cu Molinia pe soluri calcaroase, turboase sau argilos-nămoloase (Molinion caeruleae), Pante stâncoase silicioase cu vegetație casmofită.
La baza desemnării sitului se află mai multe specii protejate:
- plante (2): Gladiolus palustris, Klasea lycopifolia
- păsări (10): Alectoris rufa, fâsă-de-câmp (Anthus campestris), acvilă de munte (Aquila chrysaetos), șorecarul comun (Buteo buteo), caprimulg (Caprimulgus europaeus), șerpar (Circaetus gallicus), sfrâncioc roșiatic (Lanius collurio), ciocârlie de pădure (Lullula arborea), viespar (Pernis apivorus), mărăcinar (Saxicola rubetra)
- amfibieni (3): Salamandrina terdigitata, Speleomantes strinatii, Triturus carnifex
- mamifere (1): lupul (Canis lupus)
- nevertebrate (3): Euplagia quadripunctaria, rădașcă (Lucanus cervus), Rosalia alpina

Pe lângă speciile protejate, pe teritoriul sitului au mai fost identificate 25 de specii de plante, 6 specii de amfibieni, 5 specii de mamifere, 2 specii de nevertebrate, 2 specii de reptile.